# Segítség, hal lettem!
A Segítség, hal lettem! (eredeti cím dánul: Hjalp, jeg er en fisk, angolul: Help! I'm a Fish) 2000-ben bemutatott dán rajzfilm, amelyet Stefan Fjeldmark, Michael Hegner és Greg Manwaring rendezett. Az A. Film, a Kinowelt Filmverleih és a TV2 Danmark készítette, a Nordisk Film Biografdistribution forgalmazta. 
Dániában 2000. október 6-án, Magyarországon 2003. szeptember 4-én mutatták be a mozikban.

## Cselekmény
Egy dán család két gyermekére, Pecásra és kishúgára, Stellára (a későbbiekben a nevet Csillá-ra fordították) nagynénjük vigyáz, míg szüleik szórakozni mennek. A néni magával hozza fiát, a rendkívül okos és tudálékos, nagy pocakjáról Daginak becézett Charlie fiát. Amint Anna néni elaludt meseolvasás közben, Pecás ráveszi Dagit, hogy tartson vele és húgával horgászni. Azonban horgászás közben meglepi őket a dagály, s a véletlen folytán egy tengerbiológus-professzor, bizonyos McLötty professzor laboratóriumában találják magukat, ahol a tudós bemutatja nekik legújabb találmányát: a szert, mellyel az emberből hal, majd ismét ember lehet (az ellenszer beszedésére mindössze 48 órát kap az illető: utána örökre hal marad). A professzor figyelme elterelődik és Csilla beleiszik a csodaszerbe s így tengeri csillaggá változik, amit Pecás kidob az ablakon át a tengerbe. Kieveznek, s a viharban a két fiú és az ellenszer is a tengerbe veszik. Még épp időben megisszák az átváltoztató italt: Pecásból kaliforniai repülőhal, Dagiból medúza lesz. Megtudják, hogy a varázsital ellenszere emberi intelligenciával ruházta fel az élőlényeket, s ezt a szert egyetlen hal, Gógyi oszt a népnek – a feltétlen tisztelet és engedelmesség fejében. Az birodalomépítő ambíciókkal megáldott diktátorhal cápasegítőjével elrabolja Pecásékat, akik nagy nehezen megszöknek, és saját kezűleg elkészítik az ellenszert. A gonosz Gógyi rákparancsnoka megissza a szert, s megsebesíti Pecást, akit Dagi megpróbál épségben feljuttatni a professzor laboratóriumába – velük együtt. Ám Gógyi követi őket a szivattyú csövein át, s csak Pecás furfangjának köszönhetően tudnak tőle megszabadulni. De az idő vészesen fogy; a kétségbeesett szülők és a professzor csak Dagit és Csillát találják emberként a laborban: a hallá változtt Pecást Dagi próbálja élesztgetni, mindhiába. Mikor már azt hinnék, Pecásnak vége, a fiú egy tárolóból integetve próbál kikecmeregni – immár szintén emberként. A történet végén a labort csúszdaparkká alakítják s Csilla vízicsikó barátját pónilóvá változtatják, hogy a lány mellett maradhasson.

## Szereplők
| Szereplő                   | Eredeti hang         | Magyar hang     |
| -------------------------- | -------------------- | --------------- |
| Pecás                      | Sebastian Jessen     | Alföldi Róbert  |
| Dagi / Charlie             | Morten Kerrn Nielsen | Jáksó László    |
| Csilla                     | Pil Neja             | Jónás Rita      |
| Joe                        | Nis Bank-Mikkelsen   | Kulka János     |
| McLötty professzor         | Sören Satter-Lassen  | Gálvölgyi János |
| Tengeri csikó (Paci)       | Louise Fribo         | saját hangján   |
| Rák                        | Ulf Pilgaard         | Csonka András   |
| Cápa                       | Dick Kaysø           | Verebes István  |
| Anya                       | Paprika Steen        | Ábel Anita      |
| Apa                        | Peter Gantzler       | Stohl András    |
| Anna néni                  | Ghita Nørby          | Hernádi Judit   |
| Buszsofőr                  | Zlatko Buric         | Tolnai Miklós   |
| Lepényhal a buszmegállóban | Martin Brygmann      | Vizy György     |

## Televíziós megjelenések
RTL Klub, Duna TV, FilmBox Premium